# ブルパップ方式
ブルパップ方式（ブルパップほうしき、Bullpup style）とは、銃器の設計において、グリップと引き金より後方に弾倉や機関部を配置する方式である。

## 概要
ブルパップ方式を使った銃の始まりは1901年、イギリスで開発されたソニークロフト・カービンだという記録がある。ソニークロフト・カービンは当時のイギリス軍制式小銃リー・エンフィールドとの比較試験が行われ、全長と重量を抑えたものの、強すぎる反動や、特異な形状による構えづらさで不採用に終わっている。
第二次世界大戦以前から、軽便さを重視する騎兵などの間で銃器の小型化には需要があり、銃身を短縮するという方法が採られていた。銃身の短縮は加工や設計変更が容易な代わりに、初速が下がり射程や威力が犠牲になるなどの欠点があるが、持ち運びやすさを重視する兵科に特化したカービン（Carbine、騎兵銃)として使われていた。
第二次世界大戦中、小型でも連射による火力を発揮できるアサルトライフルが登場し、歩兵の自動車化、特に装甲兵員輸送車などで移動する機械化歩兵の増加で長距離・長時間の移動が可能になると、車内に持ち込みやすい小型の銃器が必要と考えられた。銃身長を保ちつつ銃全体を小型する手法として、折り畳み式銃床や2分割可能にする設計などが考案されたが、折り畳み式銃床は射撃時に展開すれば元の長さに戻り、分割設計ではコスト高や強度、信頼性の低下につながる。折り畳み銃床や銃身短縮は、欠点をある程度容認した上で小型化の手法として使われ続けているが、これらの欠点を解決できるものとしてブルパップ方式が採用されるようになった。
ブルパップ方式では、従来は木材や樹脂の塊で、整備用の小物入れ程度にしか利用されていなかった銃床部分のデッドスペースに機関部を内蔵、一体化させることで、銃身長を保ちながら全長を短縮できる。銃の全長が従来型と同じなら、機関部の位置が後退している分だけ銃身は長くできるため、長銃身を必要とする分隊支援火器や狙撃銃として、L85小銃の発展型であるL86軽機関銃や、狙撃銃のWA2000なども開発されている。

## 欠点と対処法
ブルパップ方式の銃器の主な欠点としては、次の点が挙げられる。
- 全長が短く銃把が中央に位置する形状のため伏射や弾倉交換がやりにくいこと
- 前方に突き出す部位が短縮されるので銃剣格闘の間合いも縮むこと
- 重量バランスの最適化が難しいこと
- 前方の引き金と後方の機関部を長いバーでつなぐため、引き金を操作する感触が悪化しやすいこと
- アドオン方式の擲弾発射器を追加しにくいこと
- 銃床の長さ調節機能を持たないモデルが多いこと

こうした欠点に対して、ランチャーの追加を前提としたFN F2000や、6ポジション可変ストックを装備するクロアチアのHSプロダクトVHS-2など、設計段階で対処している物も登場している。
上記に加えて、銃を構えた際に頬を着ける銃床部分に機関部が内蔵されているため、顔のそばで発生する作動音と硝煙が射手の聴力や視力に影響を及ぼしやすい。そのためFN F2000はレシーバー周辺の密閉性を高め、硝煙や作動音を銃前方の排莢口から逃がす構造として対策している。SAR21では、レシーバー左側面の射手が頬付けする位置にケブラー繊維が貼られ、万が一薬室の破裂事故が起きても射手への被害を抑える設計となっている。
また、従来の小銃のように排莢口を右側面に配置した場合、利き手や障害物への対処などで銃を身体の左に構えた姿勢になると頬の位置に排莢口がきてしまい、空薬莢が射手の顔にぶつかる危険がある。利き手に関しては、初期の教練で全員を右構えに統一する使用者側での対処のほか、ステアーAUGやタボールなどのように整備時に機関部パーツを差し替えて排莢方向を切り替え可能としたものなどが見られるが、いずれもとっさに左右を持ち替えての使用には対応していない。FN P90やKel-Tec KSGでは銃本体下部から下に排莢する方式を、FN F2000やKel-Tec 7.62mm RFBは銃口付近の前方へ排莢するフォワード・イジェクション方式を採用することで、射手の利き手を選ばない設計をしている。
全長の短縮によって照門と照星の間隔が短くなるため、遠距離での照準精度を確保できるよう、ステアーAUGやFN P90のように低倍率のスコープやダットサイト等の光学照準器を装備する機種もあるが、大型の光学照準器を使用する場合、銃本体の軽量化が相殺されてしまう場合もある。

## ブルパップ方式の銃

### アサルトライフル
アメリカ合衆国
- ブッシュマスター Arm Pistol
- ブッシュマスターM17S
- G3 BP
- MR-C

 アルメニア
- K-3

 イギリス
- EM-1
- EM-2
- L64/65
- SA80

 ブラジル
- LAPA FA-03

 イスラエル
- タボール
- X95（口径5.56mm NATO弾仕様）

 イラン
- KH2002

 ウクライナ
- Vepr
- Malyuk

 オーストリア
- AUG
- ACR - フレシェット弾採用の試作アサルトライフル

 オーストラリア
- AICW
- KAL1 GPIR

 クロアチア
- VHS

 シンガポール
- SAR21
- BR18

 スイス
- C42 クルッツ

 スウェーデン
- MKR

 ソビエト連邦/ ロシア

- OTs-14
- A-91
- ADS
- TKB-011
- TKB-022
- TKB-059
- TKB-408
- ASh-12

 韓国
- DAR21

 中国

- 86式自動歩槍 S型
- 95式自動歩槍

 トルコ
- サフィール T-17

 ドイツ
- RH-70
- G11

 フランス

- FA-MAS

 ペルー
- FAD

 ベルギー
- FAL ブルパップ（試作のみ）
- F2000

 ポーランド
- Kbk wz.1997 ボゾ
- Kbk wz. 2002 ビン
- Kbk wz. 2005 Jantar
- MSBS - ブルパップ方式とコンベンショナル方式の切り替えが可能な試作アサルトライフル

 フィンランド
- ヴァルメトM82

 マレーシア
- VB Berapi LP-06

 南アフリカ共和国
- CR21

### 機関拳銃・PDW
アメリカ合衆国
- Magpul PDR

 ベルギー

- FN P90

 イスラエル
- X95（口径9×19mm仕様）
- ヘジ SM-1 PDW

### セミオートカービン
アメリカ合衆国

- キャリコM100
- RFB(en)
- Muzzlelite Mini-14
- Muzzlelite Mini-30

 ドイツ
- G22

### 狙撃銃
アメリカ合衆国
- M82A2
- M95
- M99
- デザートタクティカルアームズ SRS

 ロシア
- SVU
- KSVK
- VKS

 ドイツ
- WA2000
- WSG-2000
- DSR-1

 ハンガリー
- GM6 Lynx

### 散弾銃
ドイツ
- CAWS

 アメリカ合衆国
- M500ブルバップ(マーベリックM88)
- ジャックハンマー
- Kel-Tec KSG

 南アフリカ共和国
- ネオステッド2000

 ロシア
- KS-23K

### 擲弾発射器
韓国
- K11複合型小銃（擲弾発射器側）

 ドイツ/ アメリカ合衆国
- XM29 OICW（擲弾発射器側）
- XM25 IAWS